# 3778 Regge
3778 Regge è un asteroide della fascia principale. Scoperto nel 1984, presenta un'orbita caratterizzata da un semiasse maggiore pari a 2,8711180 UA e da un'eccentricità di 0,0442537, inclinata di 1,37738° rispetto all'eclittica.
L'asteroide è intitolato al fisico italiano Tullio Regge.